# ウルグアイの国章
 ウルグアイの国章（ウルグアイのこくしょう）は1829年3月19日に法律によって初めて採用された。楕円によって構成され、四つの均等な部位に分けられ、上部の金色の太陽、ウルグアイ国の興隆を象徴する五月の太陽が輝いている。楕円は二つのオリーブの枝によって囲まれ、平和を象徴して、下部で青いリボンによって結ばれている。
上部左方四分の一の天秤は、平等と正義のシンボルであり、青の背景である。上部右方四分の一は Cerro de Montevideo（モンテビデオの丘）を頂上の要塞と共に含んでおり、銀の背景と共に力を表している。下部左方もまた、銀の背景であり、自由のシンボルである飛び跳ねる馬がいる。下部右方は豊穣の象徴である牛がおり、青の背景である。

## 歴史的な国章

東方州の国章 (1815-1817)
シスプラチナ州の国章(1815-1828)
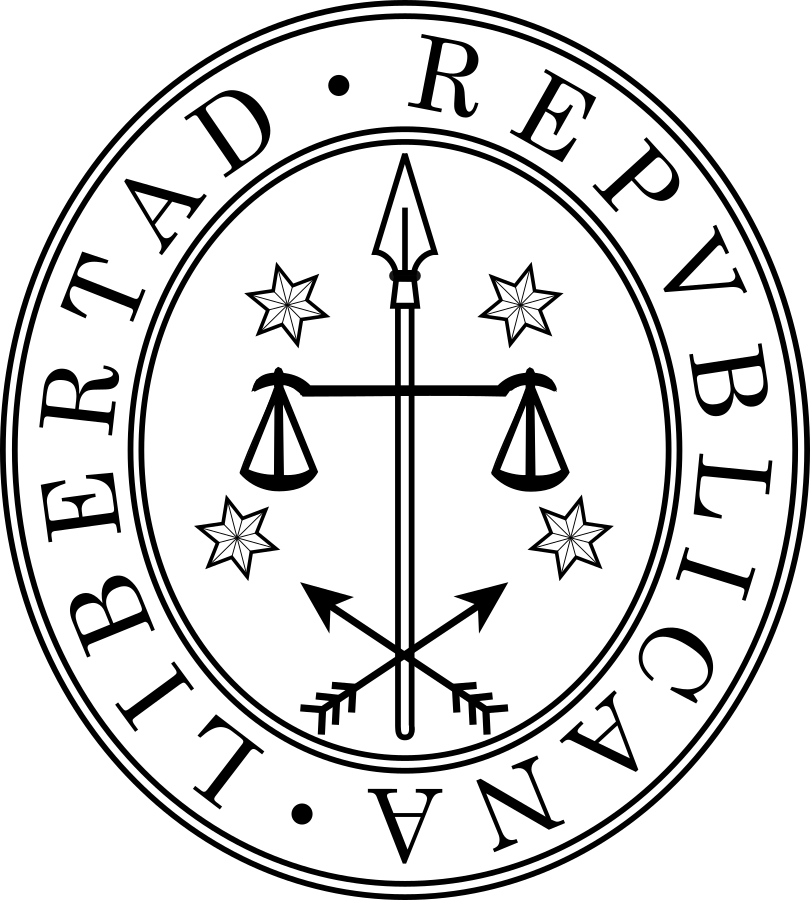
バンダ・オリエンタルの国章(1817)
ウルグアイの国章(1829-1906)